# Gulosus
 (septembre 2022).
Si vous disposez d'ouvrages ou d'articles de référence ou si vous connaissez des sites web de qualité traitant du thème abordé ici, merci de compléter l'article en donnant les références utiles à sa vérifiabilité et en les liant à la section « Notes et références ».
Genre
Gulosus (du latin {littéralement goulu}) est un genre de la famille des cormorans reconnue par le Congrès ornithologique international depuis 2021. Il n'est représenté que par une seule espèce qui se décline elle-même en trois sous-espèces. Les autres espèces de cormorans font partie des genres Microcarbo, Poikilocarbo, Urile Phalacrocorax, Nannopterum et Leucocarbo.
Ce genre a été réhabilité du fait d'une forte divergence génétique mise en évidence en 2014.

## Liste d'espèces
Selon la classification du Congrès ornithologique international (version 12.2, 2021) :
- Gulosus aristotelis – Cormoran huppé

## Systématique
Le nom valide complet (avec auteur) de ce taxon est Gulosus Montagu, 1813.